# Elsa Winge
Elsa Winge (23 de julio de 1905 – 14 de junio de 1989) fue una actriz de nacionalidad sueca.

## Biografía
Su verdadero nombre era Elsa Ingeborg Viktoria Blomquist, y nació en Helsingborg, Suecia. Elsa Winge estuvo casada entre 1927 y 1941 con el actor y director teatral Oscar Winge. Desde 1944 a 1950, ella fue directora del Teatro Hippodromen, en Malmö. Se hizo cargo del teatro cuando Oscar Winge, del cual ya estaba divorciada, se hizo cargo de la dirección del Stadsteatern, en la misma ciudad. Winge continuó con la pauta de su exmarido, representando espectáculos de revista y operetas hasta el año 1950, cuando la congregación Elim destinó el edificio al culto religioso. Tras ello, y principalmente en los años 1950, actuó en varias producciones cinematográficas.
Elsa Winge falleció en Malmö, Suecia, en el año 1989. Fue enterrada en el Cementerio de la Iglesia de Limhamn.

## Filmografía
- 1953 : Fartfeber
- 1953 : Bror min och jag
- 1954 : Taxi 13
- 1973 : Mannen som blev ensam (TV)